# Jacques Laibats-Montaigne
Jacques Laibats-Montaigne (* 6. September 1716 in Narbonne; † 17. Dezember 1788 in Limoges) war ein französischer Astronom und Entdecker von drei Kometen.
Montaigne gilt als Entdecker der Kometen
- 3D/Biela
- C/1774 P1 (Montaigne)
- C/1780 U1 (Montaigne-Olbers)

Am 23. August 17803 wurde er zum Korrespondenten der Académie des Sciences ernannt.